# Orsini Rock
Der Orsini Rock (englisch; bulgarisch скала Орсини skala Orsini) ist ein in west-östlicher Ausrichtung 90 m langer und 46 m breiter Klippenfelsen vor der Nordküste der Livingston-Insel im Archipel der Südlichen Shetlandinseln. In der Barclay Bay liegt er 2,44 km nordwestlich des Bilyar Point, 3,94 km nordöstlich des Lair Point und 7,25 km ostsüdöstlich von Window Island.
Bulgarische Wissenschaftler kartierten ihn 2009 und 2017. Die bulgarische Kommission für Antarktische Geographische Namen benannte ihn im April 2021 nach dem italienischen Politiker und Militär Latino di Camillo Orsini (≈1530–1580), dem Erfinder des Radio latino, eines geodätischen Vermessungsinstruments.